# 991
Évszázadok: 9. század – 10. század – 11. század
Évtizedek: 940-es évek – 950-es évek – 960-as évek – 970-es évek – 980-as évek – 990-es évek – 1000-es évek – 1010-es évek – 1020-as évek – 1030-as évek – 1040-es évek
Évek: 986 – 987 – 988 – 989 –  990 – 991 – 992 – 993 – 994 – 995 – 996

## Események
- Bahá ad-Daula iraki emír megtámadja fivérét, a Fárszot és Kermánt uraló Szamszámot, ő azonban szövetkezik nagybátyjukkal, az Irán nagy részét uraló Fahrral, és nemcsak leveri a támadót, de még Húzisztánt is elragadja tőle, és Ománt is meghódítja.